# Scottish League Challenge Cup 2024/25
Der Scottish League Challenge Cup wurde 2024/25 zum insgesamt 33. Mal ausgespielt. Der schottische Fußballwettbewerb, der offiziell als SPFL Trust Trophy ausgetragen wurde, begann am 30. Juli 2024 und endete am 30. März 2025. Am Wettbewerb nahmen 52 Vereine teil: 30 Vereine aus der Scottish Professional Football League, 11 U-21-Mannschaften der Klubs aus der Scottish Premiership, sowie 11 Vereine aus der Highland und Lowland Football League. Titelverteidiger war der Airdrieonians FC, der im Finale des Vorjahres gegen The New Saints FC aus Wales gewann. Im diesjährigen Endspiel traf der FC Livingston auf den FC Queen’s Park. Livingston erreichte zum dritten Mal das Finale nach 2001 und 2015. Dabei gab es jeweils einen Sieg und eine Niederlage. Für den FC Queen’s Park war es das erste Finale im Challenge Cup. Der FC Livingston gewann das Finale mit 5:0 und dadurch zum zweiten Mal insgesamt den Challenge Cup.

## Termine
| Runde         | Datum                             | Spiele | Vereine | Neueinstiege |
| ------------- | --------------------------------- | ------ | ------- | ------------ |
| 1. Runde      | 30./31. Juli 2024                 | 11     | 52 → 41 | 22           |
| 2. Runde      | 13./14. August 2024               | 9      | 41 → 32 | 7            |
| 3. Runde      | 3.–17. September 2024             | 16     | 32 → 16 | 23           |
| 4. Runde      | 11.–22. Oktober 2024              | 8      | 16 → 8  | keine        |
| Viertelfinale | 12. November und 3. Dezember 2024 | 4      | 8 → 4   | keine        |
| Halbfinale    | 28. Januar und 5. Februar 2025    | 2      | 4 → 2   | keine        |
| Finale        | 30. März 2025                     | 1      | 2 → 1   | keine        |

## 1. Runde
Die 1. Runde wurde am 8. Juli 2024 ausgelost. Ausgetragen wurden die Begegnungen am 30. und 31. Juli 2024.
Region Nord
| Datum                    |                       | Ergebnis        |                          |
| ------------------------ | --------------------- | --------------- | ------------------------ |
| 30. Juli 2024, 19:30 BST | FC Fraserburgh        | 1:1 (5:4 i. E.) | Heart of Midlothian U-21 |
| 30. Juli 2024, 19:45 BST | Banks O’ Dee          | 1:0             | FC Aberdeen U-21         |
| 30. Juli 2024, 19:45 BST | FC Dundee U-21        | 2:0             | Formartine United        |
| 30. Juli 2024, 20:00 BST | Buckie Thistle        | 1:3             | Dundee United U-21       |
| 31. Juli 2024, 19:45 BST | FC St. Johnstone U-21 | 2:1             | Brechin City             |

Region Süd
| Datum                    |                          | Ergebnis        |                       |
| ------------------------ | ------------------------ | --------------- | --------------------- |
| 30. Juli 2024, 19:45 BST | Berwick Rangers          | 13:0 1          | FC St. Mirren U-21    |
| 30. Juli 2024, 19:45 BST | FC Cowdenbeath           | 4:2             | FC Kilmarnock U-21    |
| 30. Juli 2024, 19:45 BST | FC East Kilbride         | 3:0             | Celtic Glasgow U-21   |
| 30. Juli 2024, 19:45 BST | Hibernian Edinburgh U-21 | 3:3 (2:4 i. E.) | Albion Rovers         |
| 30. Juli 2024, 19:45 BST | FC Motherwell U-21       | 0:0 (7:8 i. E.) | FC East Stirlingshire |
| 30. Juli 2024, 19:45 BST | Glasgow Rangers U-21     | 3:1             | Bo’ness United        |

## 2. Runde
Die 2. Runde wurde am 8. Juli 2024 ausgelost. Ausgetragen wurden die Begegnungen am 13. und 14. August 2024.
Region Nord
| Datum                      |                    | Ergebnis        |                       |
| -------------------------- | ------------------ | --------------- | --------------------- |
| 13. August 2024, 18:30 BST | Dundee United U-21 | 0:0 (3:1 i. E.) | FC Dundee U-21        |
| 13. August 2024, 19:45 BST | FC East Fife       | 2:1             | FC St. Johnstone U-21 |
| 13. August 2024, 19:45 BST | Elgin City         | 2:1             | Banks O’ Dee          |
| 13. August 2024, 20:00 BST | FC Fraserburgh     | 2:1             | Forfar Athletic       |

Region Süd
| Datum                      |                       | Ergebnis        |                         |
| -------------------------- | --------------------- | --------------- | ----------------------- |
| 13. August 2024, 19:45 BST | Albion Rovers         | 3:4             | FC Cowdenbeath          |
| 13. August 2024, 19:45 BST | FC Dumbarton          | 4:0             | Berwick Rangers         |
| 13. August 2024, 19:45 BST | FC Stranraer          | 2:1             | Bonnyrigg Rose Athletic |
| 14. August 2024, 19:45 BST | FC Clyde              | 2:3             | Glasgow Rangers U-21    |
| 14. August 2024, 19:45 BST | FC East Stirlingshire | 2:2 (1:3 i. E.) | FC East Kilbride        |

## 3. Runde
Die 3. Runde wurde am 19. August 2024 ausgelost. Ausgetragen wurden die Begegnungen zwischen dem 3. und 17. September 2024.
| Datum                         |                              | Ergebnis        |                      |
| ----------------------------- | ---------------------------- | --------------- | -------------------- |
| 3. September 2024, 19:45 BST  | Hamilton Academical          | 4:0             | Dundee United U-21   |
| 7. September 2024, 15:00 BST  | FC Arbroath                  | 3:0             | FC Montrose          |
| 7. September 2024, 15:00 BST  | FC Cowdenbeath               | 0:1             | Greenock Morton      |
| 7. September 2024, 15:00 BST  | FC East Fife                 | 0:2             | Dunfermline Athletic |
| 7. September 2024, 15:00 BST  | FC East Kilbride             | 3:2             | Cove Rangers         |
| 7. September 2024, 15:00 BST  | Inverness Caledonian Thistle | 3:0             | Stirling Albion      |
| 7. September 2024, 15:00 BST  | Kelty Hearts                 | 3:1             | Elgin City           |
| 7. September 2024, 15:00 BST  | Partick Thistle              | 1:3             | Alloa Athletic       |
| 7. September 2024, 15:00 BST  | FC Peterhead                 | 1:0             | FC Dumbarton         |
| 7. September 2024, 15:00 BST  | Queen of the South           | 0:3             | Airdrieonians FC     |
| 7. September 2024, 15:00 BST  | FC Stenhousemuir             | 1:1 (5:4 i. E.) | FC Falkirk           |
| 7. September 2024, 15:00 BST  | FC Stranraer                 | 1:5             | Annan Athletic       |
| 7. September 2024, 15:00 BST  | FC Spartans                  | 0:2             | FC Livingston        |
| 8. September 2024, 13:00 BST  | Ayr United                   | 3:2             | Raith Rovers         |
| 8. September 2024, 15:00 BST  | FC Queen’s Park              | 1:0             | Edinburgh City       |
| 17. September 2024, 19:45 BST | Glasgow Rangers U-21         | 5:0             | FC Fraserburgh       |

## 4. Runde
Die 4. Runde wurde am 10. September 2024 ausgelost. Ausgetragen wurden die Begegnungen zwischen dem 11. und 22. Oktober 2024.
| Datum                       |                      | Ergebnis        |                              |
| --------------------------- | -------------------- | --------------- | ---------------------------- |
| 11. Oktober 2024, 19:40 BST | Hamilton Academical  | 0:1             | Greenock Morton              |
| 11. Oktober 2024, 19:45 BST | Alloa Athletic       | 1:0             | FC Arbroath                  |
| 11. Oktober 2024, 19:45 BST | Annan Athletic       | 1:4             | FC Queen’s Park              |
| 12. Oktober 2024, 13:00 BST | Dunfermline Athletic | 2:1             | Kelty Hearts                 |
| 12. Oktober 2024, 13:30 BST | Airdrieonians FC     | 1:1 (5:6 i. E.) | FC East Kilbride             |
| 12. Oktober 2024, 14:00 BST | FC Livingston        | 2:2 (5:4 i. E.) | Inverness Caledonian Thistle |
| 12. Oktober 2024, 14:00 BST | Ayr United           | 2:1             | FC Peterhead                 |
| 22. Oktober 2024, 19:45 BST | Glasgow Rangers U-21 | 4:1             | FC Stenhousemuir             |

## Viertelfinale
Das Viertelfinale wurde am 16. Oktober 2024 ausgelost. Ausgetragen wurden die Begegnungen am 12. November und 3. Dezember 2024.
| Datum                        |                      | Ergebnis |                      |
| ---------------------------- | -------------------- | -------- | -------------------- |
| 12. November 2024, 19:40 GMT | FC East Kilbride     | 3:2      | Ayr United           |
| 12. November 2024, 19:45 GMT | Dunfermline Athletic | 1:0      | Alloa Athletic       |
| 12. November 2024, 19:45 GMT | FC Livingston        | 2:1      | Greenock Morton      |
| 3. Dezember 2024, 19:45 GMT  | FC Queen’s Park      | 3:1      | Glasgow Rangers U-21 |

## Halbfinale
Das Viertelfinale wurde am 16. Oktober 2024 ausgelost. Ausgetragen wurden die Begegnungen am 28. Januar und 5. Februar 2025.
| Datum                      |                      | Ergebnis  |                  |
| -------------------------- | -------------------- | --------- | ---------------- |
| 28. Januar 2025, 19:45 GMT | FC Queen’s Park      | 6:2 n. V. | FC East Kilbride |
| 5. Februar 2025, 19:35 GMT | Dunfermline Athletic | 0:2       | FC Livingston    |

## Finale
| FC Queen’s Park                                             | FC Queen’s Park | FC Livingston | FC Livingston |
| ----------------------------------------------------------- | --- | --- | ------------- |
| FC Queen’s Park                                             | \| 30. März 2025 um 16:10 Uhr BST in Falkirk (Falkirk Stadium) \| \| Ergebnis: 0:5 (0:2) \| \| Schiedsrichter: Calum Scott \| \| Spielbericht \| | \| 30. März 2025 um 16:10 Uhr BST in Falkirk (Falkirk Stadium) \| \| Ergebnis: 0:5 (0:2) \| \| Schiedsrichter: Calum Scott \| \| Spielbericht \| | FC Livingston |
| FC Queen’s Park                                             | Calum Ferrie – Adam Montgomery, Will Tizzard (31. Darryl Carrick), Darryl Carrick (45.+3' Ryan Duncan), Ben Jackson, Zach Mauchin – Sean Welsh, Louis Longridge (56. Rocco Hickey-Fugaccia), Kyle Hurst (56. Jack Turner), Roddy MacGregor, Seb Drozd (56. Reece Evans) – Zak Rudden Cheftrainer: Steven MacLean | Jérôme Prior – Jamie Brandon , Ryan McGowan, Danny Wilson, Cristian Montaño (62. Matthew Clarke) – Stephen Kelly, Scott Pittman, Macaulay Tait (62. Reece McAlear) – Robbie Muirhead (76. Lewis Smith), Stevie May (75. Andrew Shinnie), Tete Yengi (83. Daniel Finlayson) Cheftrainer: David Martindale | FC Livingston |
| FC Queen’s Park                                             | 0:1 Robbie Muirhead (26.) 0:2 Stevie May (45.) 0:3 Tete Yengi (50.) 0:4 Andrew Shinnie (82.) 0:5 Jamie Brandon (90.+1') | | FC Livingston |
| FC Queen’s Park                                             | Louis Longridge (41.), Sean Welsh (78.) | Macaulay Tait (34.) | FC Livingston |
| 30. März 2025 um 16:10 Uhr BST in Falkirk (Falkirk Stadium) | | |               |
| Ergebnis: 0:5 (0:2)                                         | | |               |
| Schiedsrichter: Calum Scott                                 | | |               |
| Spielbericht                                                | | |               |